# Büllesbach
Büllesbach ist ein Ortsteil der Stadt Hennef (Sieg) im Rhein-Sieg-Kreis in Nordrhein-Westfalen. 

## Lage
Der Ort liegt in einer Höhe von 140 bis 160 Metern über N.N. auf den Hängen des Westerwaldes, aber noch im Naturpark Bergisches Land, in der Gemarkung Wellesberg. Nachbarorte sind Uckerath im Nordosten, Burghof und Hove im Südwesten, Dahlhausen im Westen, Zumhof im Nordosten und Hüchel im Norden.

## Geschichte
Nach einer Statistik aus dem Jahr 1885 lebten damals in Büllesbach 46 Einwohner in 8 Häusern.
1910 gab es in Büllesbach die Haushalte Witwe Bertram Alba, Knecht Wilhelm Baum, Ackerer Heinrich Becher, Tagelöhner Peter Becher, Witwe Heinrich Bertram, Tagelöhner Johann Bertram, die Ackerer Peter und Wilhelm Klasen sowie Ackerin Witwe Georg Müller.
Bis zum 1. August 1969 gehörte Büllesbach zur Gemeinde Uckerath, im Rahmen der kommunalen Neugliederung des Raumes Bonn wurde Uckerath, damit auch der Ort Büllesbach, der damals neuen amtsfreien Gemeinde „Hennef (Sieg)“ zugeordnet.

## Baudenkmäler
Als Baudenkmal unter Denkmalschutz steht in Büllesbach eine Fachwerkhofanlage (Büllesfelder Weg 8).

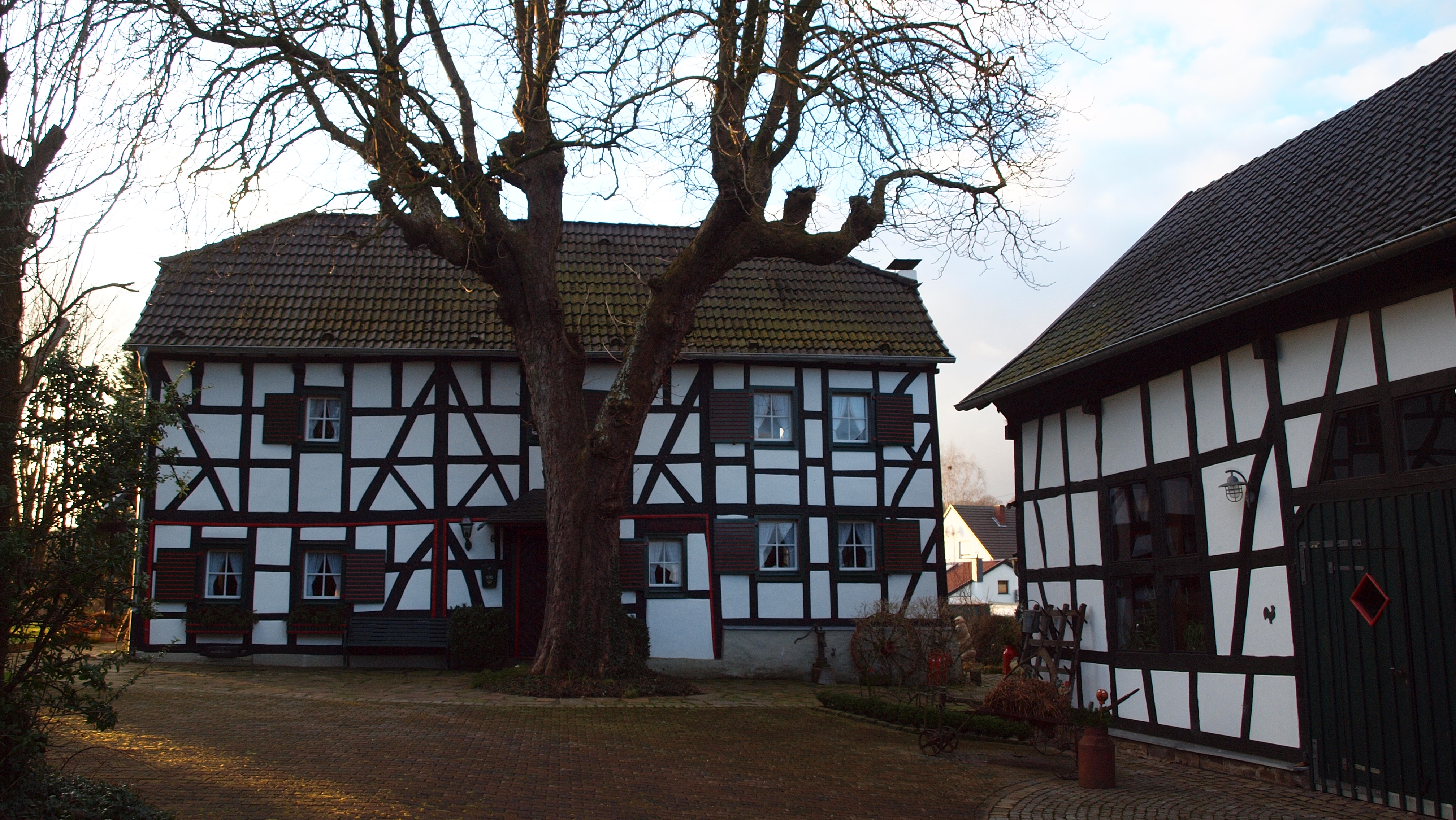
Fachwerkhofanlage Büllesfelder Weg 8 (2015)